# Paraoxypilus tasmaniensis
Paraoxypilus tasmaniensis är en bönsyrseart som beskrevs av Henri Saussure 1870. Paraoxypilus tasmaniensis ingår i släktet Paraoxypilus och familjen Amorphoscelidae. Inga underarter finns listade i Catalogue of Life.